# روبرت والش
روبرت والش (بالإنجليزية: Robert Walsh)‏ هو محامي وسياسي أسترالي، ولد في 1 أكتوبر 1824، وتوفي في 24 أغسطس 1899. انتخب عضو الجمعية التشريعية فيكتوريا.